# Межи (Гомельский район)
Межи (бел. Ме́жы) — посёлок в Долголесском сельсовете Гомельского района Гомельской области Республики Беларусь.
На западе граничит с лесом (урочище Межи).

## География

### Расположение
В 20 км от железнодорожной станции Щербовка (на линии Калинковичи — Гомель), 27 км на юго-запад от Гомеля.

### Гидрография
На юге, востоке и севере мелиоративные каналы, соединённые с рекой Днепр.

## Транспортная сеть
Транспортные связи по просёлочной, затем автомобильной дороге Михальки — Калинковичи — Гомель. Планировка состоит из короткой прямолинейной улицы, застроенной деревянными домами усадебного типа.

## История
Основан в начале XX века переселенцами из соседних деревень. В 1926 году работал почтовый пункт, в Карналинском сельсовете Дятловичского района Гомельского округа. В 1931 году жители вступили в колхоз. Во время Великой Отечественной войны 5 жителей погибли на фронте. В 1959 году в составе совхоза «Мирный» (центр — деревня Михальки).

## Население

### Численность
- 2004 год — 7 хозяйств, 10 жителей.

### Динамика
- 1926 год — 37 дворов, 213 жителей.
- 1959 год — 119 жителей (согласно переписи).
- 2004 год — 7 хозяйств, 10 жителей.